# Busia (district)
Pour les articles homonymes, voir Busia (homonymie).
Le district de Busia est un district du sud-est de l'Ouganda. Sa capitale est Busia.